# Cantón de Riom-Oeste
El cantón de Riom-Oeste era una división administrativa francesa, que estaba situada en el departamento de Puy-de-Dôme y la región de Auvernia.

## Composición
El cantón estaba formado por seis comunas, más una fracción de la comuna que le daba su nombre:
- Châteaugay
- Enval
- Malauzat
- Marsat
- Mozac
- Riom (fracción)
- Volvic

## Supresión del cantón de Riom-Oeste
En aplicación del Decreto nº 2014-210 de 21 de febrero de 2014, el cantón de Riom-Oeste fue suprimido el 22 de marzo de 2015 y sus 7 comunas pasaron a formar parte; seis del nuevo cantón de Châtel-Guyon y una del nuevo cantón de Riom.